# Marsac (Creuse)
Marsac is een gemeente in het Franse departement Creuse (regio Nouvelle-Aquitaine) en telt 714 inwoners (2005). De plaats maakt deel uit van het arrondissement Guéret.

## Geografie
De oppervlakte van Marsac bedraagt 19,5 km², de bevolkingsdichtheid is 36,6 inwoners per km².

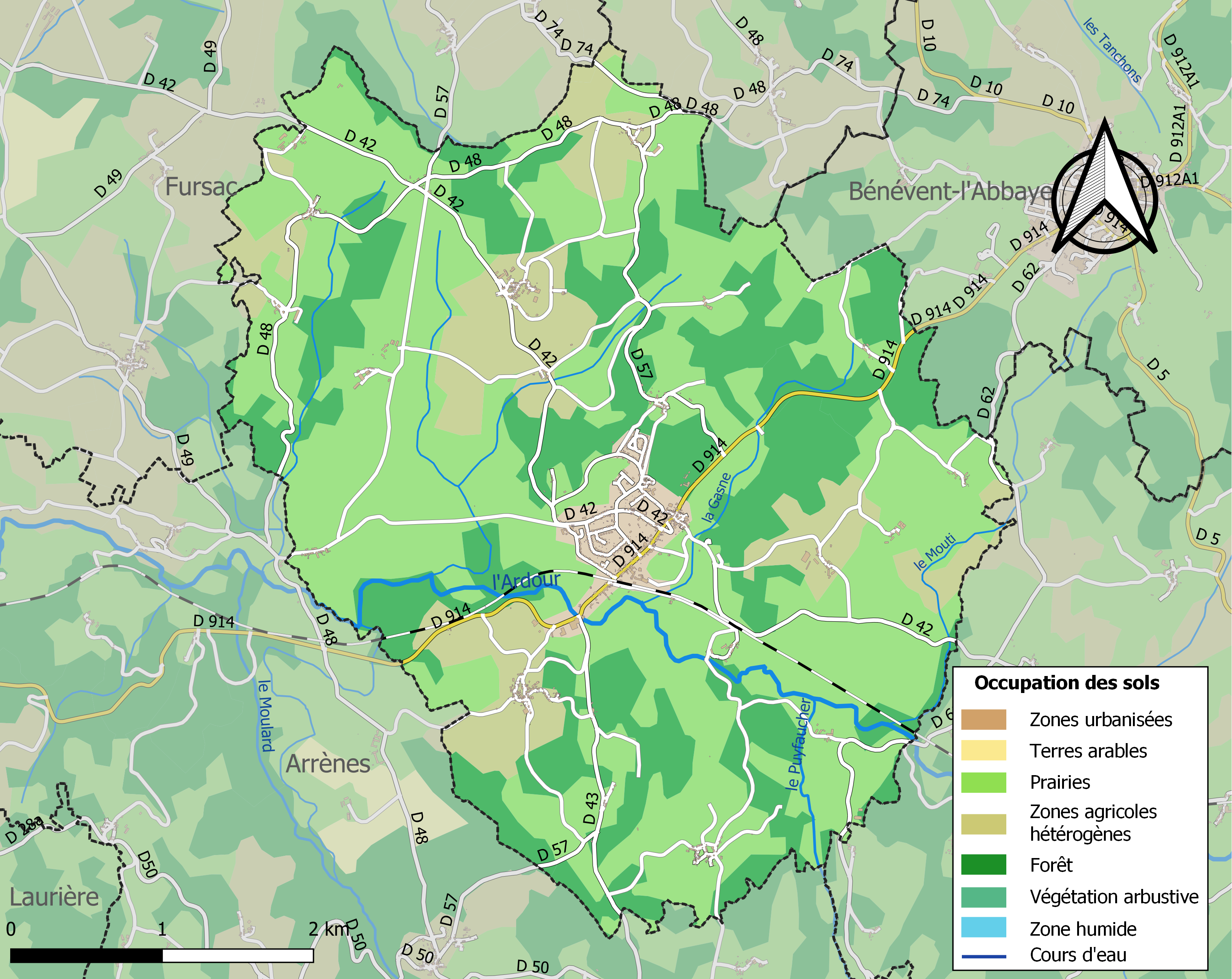
Kaart van de gemeente met de belangrijkste infrastructuur, bodemgebruik en omliggende gemeenten

## Verkeer
In de gemeente ligt de spoorweghalte Marsac (Creuse).

## Demografie
Onderstaande figuur toont het verloop van het inwonertal (bron: INSEE-tellingen).

## Geschiedenis
Marsac is genoemd naar het Gallo-Romeinse boerendomein Marcius Acum, "bij Marcius". Sommige historici beweren dat men op dit domein ook munten heeft geslagen.
De kerk van Marsac dateert van de 13e eeuw, maar is vaak verbouwd. Het portaal met zijn zuiltjes met gebeeldhouwde maskers is het bewonderen waard.
Marsac ligt op de historische pelgrimsroute naar Santiago de Compostella en in het gehucht Malval stond een Commanderij van Malta, die pelgrims herbergde.
De komst van de spoorlijn Montluçon-St.Sulpice-Laurière bracht het dorp tot groei. Iets buiten het dorp vestigde zich de meelfabriek "Grands Moulins", nu gesloten.
Op de Ardour bij Les Rorgues draaide een watermolen, waar de fabriek Boyosport natuurlijke darmen bewerkte om er tennisrackets mee te bespannen. Les Rorgues was tot de 16e eeuw een zelfstandige parochie.